# إريون بوغداني
إريون بوغداني (بالألبانية:Erjon Bogdani) (مواليد 14 أبريل 1977 في تيرانا - ألبانيا) لاعب كرة قدم ألباني لعب لصالح نادي الدرجة الأولى كييفو فيرونا الإيطالي منذ 2007 في مركز المهاجم حتى عام 2013.

## مسيرته الكروية
لعب إريون بوغداني خلال مسيرته الاحترافية مع 10 أندية في أربعة وعشرون موسمًا وسجل خلالها 103 هدف ضمن 466 مباراة. حيث فاز في موسم واحد بالكأس ولم يفز بأي دوري.
خاض إريون بوغداني مسيرته مع نادي بارتيزاني تيرانا في موسم 1993–94 ليلعب معه خمسة مواسم، مشاركًا في 69 مباراة سجل خلالها 21 هدفًا. ثم انتقل إلى نادي غنتشلربيرليغي في موسم 1997–98 لمدة موسم واحد، حيث شارك في 11 مباراة سجل خلالها هدفًا واحدًا. لينتقل بعدها إلى نادي زغرب في موسم 1998–99 ولمدة موسمين، مشاركًا في 26 مباراة سجل خلالها 8 أهداف. ثم انتقل إلى نادي ريجينا في موسم 1999–00 ليلعب معه أربعة مواسم، مشاركًا في 68 مباراة سجل خلالها 11 هدفًا. هذا وانتقل لاحقًا إلى نادي ساليرنيتانا في موسم 2003–04 لمدة موسم واحد، مشاركًا في 38 مباراة سجل خلالها 8 أهداف. ثم انتقل بعدها إلى نادي هيلاس فيرونا في موسم 2004–05 لمدة موسم واحد، مشاركًا في 38 مباراة سجل خلالها 17 هدفًا. ليعود وينتقل من جديد، لكن هذه المرة إلى نادي سيينا في موسم 2005–06 في المرة الأولى ولمدة موسمين ثم في موسم 2011–12 ولمدة موسمين، مشاركًا طوالها في 78 مباراة سجل خلالها 19 هدفًا. لينتقل بعدها إلى نادي كييفو فيرونا في موسم 2006–07 في المرة الأولى لمدة موسم واحد ثم في موسم 2008–09 ولمدة موسمين، مشاركًا طوالها في 61 مباراة سجل خلالها 8 أهداف. ثم لعب في نادي ليفورنو في موسم 2007–08 لمدة موسم واحد، مشاركًا في 28 مباراة سجل خلالها هدفين. ليعود ويرتحل عنه إلى نادي تشيزينا في موسم 2010–11 ولمدة موسمين، مشاركًا في 49 مباراة سجل خلالها 8 أهداف.

## روابط خارجية
- إريون بوغداني على موقع الاتحاد الدولي (مؤرشف)  (الإنجليزية)
- إريون بوغداني على موقع الاتحاد الأوربي (الإنجليزية)
- إريون بوغداني على موقع اتحاد تركيا (لاعب) (الإنجليزية)
- إريون بوغداني على موقع إي إس بي إن إف سي (الإنجليزية)
- إريون بوغداني على موقع قاعدة بيانات كرة القدم.إي يو (الإنجليزية)
- إريون بوغداني على موقع ناشيونال فوتبول تيمز (الإنجليزية)
- إريون بوغداني على موقع Soccerway.com (الإنجليزية)
- إريون بوغداني على موقع عالم كرة القدم.نت (الإنجليزية)
- إريون بوغداني على موقع كووورة
- إريون بوغداني على موقع AS.com (الإسبانية)